# Rudravathi
Rudravathi es una ciudad y nagar Panchayat situada en el distrito de Tirupur en el estado de Tamil Nadu (India). Su población es de 6807 habitantes (2011).

## Demografía
Según el censo de 2011 la población de Rudravathi era de 6807 habitantes, de los cuales 3440 eran hombres y 3367  eran mujeres. Rudravathi tiene una tasa media de alfabetización del 69,15%, inferior a la media estatal del 80,09%: la alfabetización masculina es del 78,70%, y la alfabetización femenina del 59,47%.